# Назаров Степан Іванович
Степан Іванович Назаров (25 жовтня 1879, місто Суздаль Владимирської губернії, тепер Владимирської області, Російська Федерація — 1944, виправно-трудовий табір, тепер Російська Федерація) — радянський діяч, революціонер, секретар Терського обласного комітету РКП(б), член колегії Народного комісаріату робітничо-селянської інспекції СРСР, член ВЦВК. Член Центральної контрольної комісії ВКП(б) у 1927—1934 роках.

## Біографія
Народився 13 (25) жовтня 1879 року в місті Суздалі в родині купця. Закінчив реальне училище. Працював електротехніком, слюсарем і токарем з металу. Володів кустарною механічною майстернею.
Член РСДРП з 1903 року. Партійний псевдонім Степан.
З 1903 року працював у Іваново-Вознесенській організації РСДРП, брав участь у роботі підпільної друкарні та був членом підпільного комітету РСДРП. Після страйку текстильників заарештований, перебував у в'язниці в Іваново-Вознесенську, звільнений за амністією в 1905 році.
З 1905 року вів революційну пропаганду в місті Владимирі. У 1906 році переїхав до Москви, брав участь в організації підпільної друкарні. Наприкінці 1907 року заарештований, перебував у в'язниці до 1910 року, висланий до Сибіру. У 1910—1911 роках відбував заслання в Петропавловській волості Іркутської губернії. У 1911 році переїхав до Бодайбо, де був заарештований за агітацію серед робітників Ленських золотих копалень та висланий до Мухтуйської волості Іркутської губернії, звідки втік у 1913 році.
З 1913 по 1917 рік перебував на еміграції в Франції, навчався в Сорбонні. Обирався членом бюро Паризької секції РСДРП та членом Французької соціалістичної партії. У 1917 році повернувся до Росії.
У 1917 році — секретар заводського комітету заводу «Айваз» у Петрограді. Брав участь у жовтневому перевороті 1917 року в Петрограді.
З 1917 року — голова Головбавовни РРФСР; комісар з продовольства Іваново-Вознесенської губернії.
З листопада 1919 року — в Червоній армії. У 1920 році — уповноважений і член Революційної військової ради 9-ї армії, військовий комісар штабу 9-ї армії РСЧА.
З 1920 року — член президії Терського революційного комітету, секретар Терського обласного комітету РКП(б).
У 1921 році — член ЦВК і обласного комітету РКП(б) Кабардинської автономної області.
З червня 1921 року — в Гірському представництві при Народному комісаріаті національностей РРФСР, з листопада 1921 року — представник Кабардинської автономної області в Гірському представництві при Народному комісаріаті національностей РРФСР.
У 1927—1934 роках — керівник групи, завідувач сектора, член колегії Народного комісаріату робітничо-селянської інспекції СРСР.
1937 року заарештований органами НКВС. Засуджений Воєнною колегією Верховного суду СРСР до ув'язнення у виправно-трудових таборах, де й помер у 1944 році.
Посмертно реабілітований.